# Baskin-Robbins
Baskin-Robbins — американська транснаціональна мережа спеціалізованих магазинів морозива та тортів, що належить Inspire Brands. Baskin-Robbins був заснований у 1945 році Бертом Баскіним та Ірвом Роббінсом у Глендейлі, Каліфорнія. Його штаб-квартира знаходиться в Кантоні, штат Массачусетс, та є спільною зі спорідненим брендом Dunkin' Donuts. Це найбільша у світі мережа спеціалізованих магазинів морозива з більш ніж 8000 магазинами.
Компанія відома своїм слоганом «31 смак», замисел якого полягає в тому, що клієнт може пробувати різні смаки кожного дня будь-якого місяця. Логотип містить стилізовану цифру «31», утворену літерами «B» і «R». Слоган прийшов від рекламного агентства Carson-Roberts (яке пізніше об’єдналося в Ogilvy & Mather) у 1953 році. З 1945 року компанія випустила понад 1300 смаків в тому числі веганські та немолочні смаки у 2019 році.